# Max Brick
Max Brick (Southampton, 5 luglio 1992) è un ex tuffatore e allenatore di tuffi inglese.

## Biografia
Nel 2009, durante i "British Champioships", Brick ha vinto l'oro nel sincronizzato con il compagno di squadra Jack Clewlow, ed è arrivato quarto nella competizione individuale. Max è stato scelto dai coach della nazionale come nuovo partner del campione britannico ed europeo Tom Daley, che non era stato in grado di gareggiare nel sincronizzato dopo che il suo partner provvisorio, Blake Aldridge, era stato brutalmente picchiato in un nightclub.
Brick e Daley hanno solo due anni di differenza, comparati ai dodici tra Daley e Aldridge.
Daley e Brick sono arrivati quinti nel loro debutto al "FINA World Series" tenuti a Sheffield ed hanno ottenuto la medaglia d'argento al "FINA Diving Grand Prix" a Fort Lauderdale, in Florida, durante la loro seconda esibizione.
Dalla stagione 2013-14 collabora con la Società italiana ADUS Triestina Nuoto,in qualità di allenatore della squadra agonistica di tuffi, nella quale milita anche la campionessa italiana ed europea Noemi Batki.
Dal 2016 è responsabile tecnico della sezione tuffi della Bolzano Nuoto.

## Palmarès
- Giochi del Commonwealth

Delhi 2010: oro nel sincro 10 m.